# Беттихер, Густав Иванович
Густав Иванович Беттихер (нем. Gustav Ernst von Boetticher; 19 февраля (2 марта) 1782 — 10 (22) декабря 1847) — российский военачальник, генерал-лейтенант, тайный советник.

## Биография
Родился 19 февраля (2 марта) 1782 года в Туккуме в семье инстанц-секретаря Иоганна Кристофа фон Бёттихера (1734—1807), крещён 22 февраля.
В 1801—1804 годах изучал юриспруденцию в Йене. С 1804 года служил в Петербурге.
В военную службу вступил 13 февраля 1807 года юнкером в Инженерный корпус. 7 ноября 1807 года в чине подпоручика был переведён в Первый пионерный полк. Во время русско-шведской войны 1808—1809 годов участвовал в походе в Финляндию: в осаде крепости Свартхольма, в сражении при Гельсингфорсе и при взятии крепости Свеаборг, за что был награждён орденом Св. Анны 4-й степени.
6 апреля 1810 года Беттихер был назначен адъютантом генерал-майора Х. Ф. Шванебаха, а 20 декабря этого же года переведён адъютантом к генералу от кавалерии герцогу Александру Вюртембергскому. 28 февраля 1811 года произведён в чин поручика.
Во время Отечественной войны 1812 года принимал участие в сражениях:
- при Витебске (находился в подчинении генерал-лейтенанта А. И. Остермана-Толстого, «коим и был посылаем ежечасно с приказаниями по линиям»);
- под Смоленском (состоял при корпусе принца Евгения Вюртембергского и был «посылаем с приказаниями в разные опасные места» главнокомандующим князем М. Б. Барклаем-де-Толли);
- под Вязьмой;
- под Бородино («в жестоком огне, был беспрестанно посылаем главнокомандующим князем Кутузовым с приказаниями», за что награждён орденом Св. Владимира 4-й степени);
- под Тарутиным.

10 октября 1812 года Беттихер был прикомандирован в распоряжение войскового атамана графа М. И. Платова. Участвовал 12 октября в сражении под Малоярославцем, а 13 октября «был отряжен с 6000 казаков под командою генерал-майора Иловайского с целью зайти в тыл неприятелю, что и было исполнено, причем три эскадрона неприятельской кавалерии были совершенно разбиты и взято было 17 пушек».
20 ноября 1812 года в чине штабс-капитана Беттихер был переведён в Таврический гренадерский полк. С 13 апреля 1813 года находился в Данцигском блокадном корпусе. 28 мая этого же года «при сильной неприятельской вылазке из крепости Данцига был беспрестанно посылаем командующим герцогом Александром Вюртембергским с приказаниями в разные места», за что награждён золотой шпагой с надписью «За храбрость».
С 18 мая 1813 года — капитан. За отличие при штурме Данцига 17-21 августа того же года был награждён орденом Св. Анны 2-й степени. В том же чине капитана 21 сентября 1813 года переведён в Лейб-гвардии Семёновский полк. За храбрость, проявленную при взятии Данцига, и «доставлении Е. И. В. капитуляции» Данцига 24 декабря 1813 года награждён чином полковника. 18 сентября 1815 года переведён в 31-й егерский полк. 5 ноября 1817 года Беттихер стал командиром 14-го егерского полка.
Масон, член минской ложи «Полночного шествия под северной звездой» в 1820 году.
17 апреля 1822 года пожалован чином генерал-майора и назначен командиром 2-й бригады 3-й пехотной дивизии. 21 апреля 1826 года стал командиром 3-й бригады 7-й пехотной дивизии.
Во время русско-турецкой войны 1828—1829 годов, 27 мая 1828 года, находился при следовании русских войск через Дунай и переходе границы; 28 мая участвовал во взятии крепости Исакчи; 8 июня — в сражении при Экибазаре и обложении крепости Шумлы, где по приказу Главнокомандующего 2-й армией генерал-фельдмаршала графа П. Х. Витгенштейна был назначен командующим 2-й бригадой 18-й пехотной дивизии в корпусе принца Евгения Вюртембергского. За отличие в сражении у деревне Мараска 14 августа 1828 года награждён орденом Св. Владимира 3-й степени. С 25 августа этого же года принимал участие в осаде Варны. 25 декабря 1828 года за безупречную выслугу лет награждён орденом Св. Георгия 4-го класса.
С 6 апреля 1829 года Густав Беттихер исполнял должность инспектора Кондукторской школы Путей сообщения, а 5 февраля 1831 года был утверждён в этой должности. 3 декабря 1832 года он был назначен состоять при Главном Управлении Путей Сообщения и Публичных зданий для особых поручений.
В 1836 года ему пожалована аренда по 1000 рублей серебром ежегодно. 25 марта 1839 года по случаю упразднения Кондукторской школы отчислен от должности инспектора и уволен от службы в чине генерал-лейтенанта. 20 января 1840 года вновь определён на службу в помощь к Председательствующему в Комитете Городских строений.
9 марта 1840 года произведён в тайные советники.
Умер 10 (22) декабря 1847 года в Санкт-Петербурге, похоронен на Волковском лютеранском кладбище.

## Награды
- Орден Св. Анны 4-й ст. (15 февраля 1809)
- Орден Св. Владимира 4-й ст. с бантом (1812)
- Орден Св. Анны 2-й ст. (1813, алмазные знаки к ордену 13 декабря 1813)
- Орден Св. Георгия 4-го класса (6 июня 1828, за беспорочную выслугу 25 лет в офицерских чинах, № 3489 по списку Григоровича — Степанова)
- Орден Св. Владимира 3-й ст. (14 августа 1828)
- Орден Св. Станислава 1-й ст. (6 декабря 1831)
- Золотая шпага «За храбрость» (23 июля 1813)
- Серебряная медаль «В память Отечественной войны 1812 года»
- Знак отличия беспорочной службы за XXX лет (22 августа 1839)
- Прусский орден Pour le Mérite (1813)